# زنان کوچک (فیلم ۲۰۱۹)
زنان کوچک (انگلیسی: Little Women) فیلمی آمریکایی در ژانر درام دورانی و بلوغ است که در سال ۲۰۱۹ منتشر شد. نویسندگی و کارگردانی این فیلم بر عهدهٔ گرتا گرویگ بوده و هفتمین فیلم اقتباس‌شده از رمانی به همین نام نوشتهٔ لوییزا می الکات است. این فیلم داستان زندگی خواهران مارچ—جو، مگ، ایمی و بث—را در کنکورد، ماساچوست در طول قرن ۱۹ شرح می‌دهد. در این فیلم گروه بازیگران متشکل از سرشه رونان، اما واتسون، فلورنس پیو، الیزا اسکانلن، لورا درن، تیموتی شالامی، مریل استریپ، تریسی لتس، باب ادنکیرک، جیمز نورتون، لویی گارل و کریس کوپر ایفای نقش می‌کنند.
سونی پیکچرز توسعه این فیلم را در سال ۲۰۱۳ آغاز کرد. ایمی پاسکال در سال ۲۰۱۵ برای تهیه‌کنندگی و گرتا گرویگ برای نوشتن فیلم‌نامه به این پروژه پیوستند. گرویگ با استفاده از سایر نوشته‌های الکات به‌عنوان الهام، فیلم‌نامه را در سال ۲۰۱۸ تکمیل کرد. او در همان سال کارگردان فیلم شد و دومین فیلمی بود که او کارگردانی می‌کرد. مراحل فیلمبرداری از اکتبر تا دسامبر ۲۰۱۸ در ایالت ماساچوست به طول انجامید و تدوین فیلم یک روز پس از پایان فیلم‌برداری آغاز شد.
اولین نمایش افتتاحیهٔ زنان کوچک در موزه هنر مدرن شهر نیویورک در ۷ دسامبر ۲۰۱۹ بود و در ۲۵ دسامبر ۲۰۱۹ توسط گروه سینمایی سونی پیکچرز در ایالات متحده به صورت سینمایی منتشر شد. این فیلم با استقبال منتقدان روبرو شد. فیلم‌نامه و کارگردانی گرویگ و همچنین گروه بازیگران با تمجید ویژه همراه بود و فیلم ۲۱۸ میلیون دلار فروش جهانی داشت. این فیلم در بین جوایز متعدد خود، نامزد دریافت شش جایزهٔ اسکار از جمله بهترین فیلم، بهترین بازیگر نقش اول زن (رونان)، بهترین بازیگر نقش مکمل زن (پیو)، بهترین فیلم‌نامه اقتباسی و بهترین موسیقی فیلم شد و برای بهترین طراحی لباس این جایزه را کسب کرد. این فیلم نامزد دریافت پنج جایزه از جوایز آکادمی فیلم بریتانیا شد که درنهایت جایزهٔ بهترین طراحی لباس را دریافت کرد و نامزد دریافت دو جایزهٔ گلدن گلوب نیز شده بود.

## بازیگران
- سرشه رونان در نقش جوزفین «جو» مارچ
- فلورنس پیو در نقش ایمی مارچ
- الیزا اسکانلن در نقش الیزابث «بث» مارچ
- اما واتسون در نقش مارگارت «مگ» مارچ
- لورا درن در نقش خانم مارچ
- تیموتی شالامی در نقش تئودور «لاری» لارنس
- مریل استریپ در نقش عمه مارچ
- جیمز نورتون در نقش جان بروک
- لویی گارل در نقش فردریک «فریتز» بایر
- باب ادنکیرک در در نقش آقای مارچ
- کریس کوپر در نقش آقای لورنس
- تریسی لتس در نقش آقای دَشوود
- ابی کوئین در نقش آنی موفات